# Leitomischler Privileg
Im Leitomischler Privileg wurden dem kleinpolnischen Adel, Klerus und Bürgertum politische Vorrechte eingeräumt. Es wurde am 1. September 1291 vom böhmischen König Wenzel II. im ostböhmischen Leitomischl erlassen.

## Inhalt
Mit dem Leitomischler Privileg bestätigte der böhmische König Wenzel II. den kleinpolnischen weltlichen und geistlichen Würdenträgern, dass er im Fall seiner Nachfolge im Herzogtum Krakau keine Ämter ohne deren Zustimmung vergeben werde. Zugleich bestätigte er die althergebrachten Rechte der einzelnen Stände und willigte ein, dass er alle Schenkungen seiner Vorgänger anerkennen werde.
Im Jahre 1292 wurde Wenzel II. Herzog von Krakau und 1300 König von Polen. Nach seinem Tod folgte ihm sein Sohn Wenzel III. von Böhmen als König von Polen.